# 尚波和拉沙佩勒波米耶
尚波和拉沙佩勒波米耶（法語：Champeaux-et-la-Chapelle-Pommier，法語發音：[ʃɑ̃po e la ʃapɛl pɔmje]）是法国多尔多涅省的一个旧市镇，属于农特龙区。尚波和拉沙佩勒波米耶于1827年由原市镇尚波（Champeaux）和拉沙佩勒波米耶（La Chapelle-Pommier）合并而成。2017年，尚波和拉沙佩勒波米耶与临近的8个市镇合并为新市镇佩里戈尔地区马勒伊。

## 地理
尚波和拉沙佩勒波米耶（45°28'24"N, 0°34'43"E）面积23.48 平方千米，位于法国新阿基坦大区多爾多涅省，该省份为法国西南部内陆省份，是法國本土面积第三大的省，大致对应佩里戈尔地区，北起顺时针与夏朗德省、上维埃纳省、科雷兹省、洛特省、洛特-加龙省、吉倫特省和滨海夏朗德省接壤。
尚波和拉沙佩勒波米耶的时区为UTC+01:00、UTC+02:00（夏令时）。

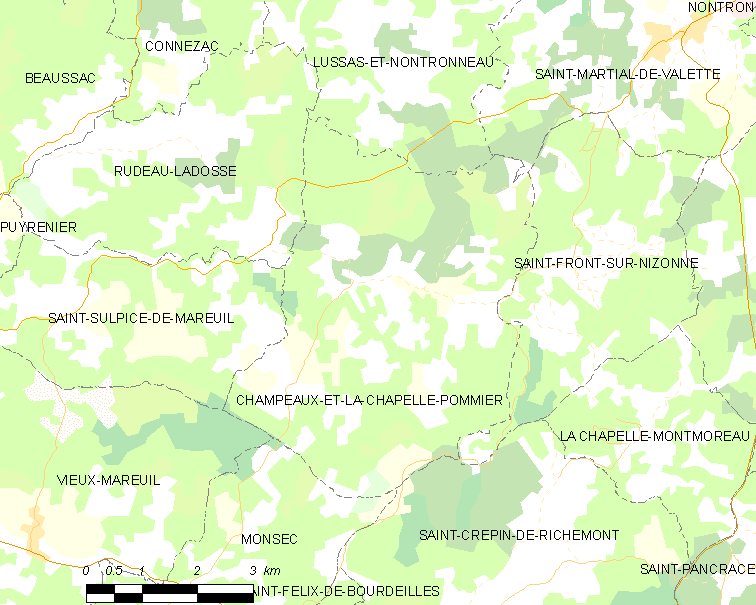
尚波和拉沙佩勒波米耶的OSM定位图

## 行政
尚波和拉沙佩勒波米耶的邮政编码为24340，INSEE市镇编码为24099。

## 政治
尚波和拉沙佩勒波米耶所属的省级选区为佩里戈尔地区布朗托姆县。

## 人口

1962-2008年间尚波和拉沙佩勒波米耶人口变化图示

尚波和拉沙佩勒波米耶于2018年1月1日时的人口数量为170人。